# Chen Wenzhong
Chen Wenzhong, född 29 augusti 1970, är en friidrottare från Kina. Han deltog vid olympiska sommarspelen 1996.